# Rise Records
Rise Records — американский звукозаписывающий лейбл, в настоящее время базирующийся в Бивертоне, штат Орегон, выпускающий в основном альтернативный рок, хеви-метал и панк-рок.

## История
Компания Rise была основана в 1991 году Крейгом Эриксоном в Невада-Сити, Калифорния. Он выпустил небольшое количество 7-дюймовых пластинок, прежде чем приостановил работу лейбла для поступления в колледж. Эриксон больше ничего не выпускал до 1999 года, после переезда в Портленд, Орегон. Он начал выпускать 7-дюймовые пластинки с мелким шрифтом, и в 2000 году вышел его первый компакт-диск группы One Last Thing.
Релизы Rise Records распространяются в США компаниями ADA и BMG. В июле 2013 года компания переехала из Портленда в соседний Бивертон. Лейбл заключил дистрибьюторское соглашение с Alternative Distribution Alliance, независимым дистрибьютором, принадлежащим Warner Music Group и непосредственно в Европе и Австралии с Warner Music и BMG.
9 сентября австралийский лейбл UNFD объявил о дистрибьюторском партнерстве с Rise. 18 мая 2015 года BMG объявила о приобретении лейбла. Rise сохранит свою штаб-квартиру, а Эриксон останется ответственным. BMG поможет с операциями бэк-офиса и обеспечит Rise более широкий международный охват.
8 декабря 2017 года Крейг Эриксон объявил о своем уходе с лейбла. Шон Хейдорн сделал шаг вперед и возглавил Rise Records.
В 2020 году Rise Records перенесли свою деятельность в офис BMG в Лос-Анджелесе, расположенный по адресу 5670 Wilshire Blvd, где Шон Хейдорн продолжает руководить лейблом и сегодня.
18 февраля 2021 года Rise Records объявили о партнерстве с Blue Swan Records, которая основана гитаристом Dance Gavin Dance Уиллом Своном.
19 октября 2023 года BMG решили сформировать альянс с Universal Music Group. Как сообщалось в то время, партнерство компании по распространению физической записанной музыки с Warner/ADA завершится в следующем году, после чего BMG, как ожидается, передаст свой контракт на распространение CD и винила другому партнеру (а именно Universal Music Group). BMG подтвердила, что переход ее физических продуктов на Universal Music Group, как ожидается, начнется во втором квартале 2024 года и будет полностью осуществлен к концу 2024 года. Исходя из этого, записи Rise Records в скором времени будет издавать другой дистрибьютор.

## Исполнители
- The Acacia Strain
- AFI
- American Nightmare
- Angels & Airwaves[11]
- Billy Howerdel
- Bloodbather
- Chapel
- Clint Lowery
- Cold Collective
- Covey
- Crown the Empire
- Dance Gavin Dance[12]
- Dave Hause[13]
- Derek Sanders
- The Distillers[14]
- Flogging Molly[15]
- Galactic Empire
- Gone Is Gone[16]
- Harper
- Jetty Bones
- Kublai Khan
- Kvelertak
- Le Butcherettes
- LGND
- Mark Morton
- Mayday Parade
- Memphis May Fire
- Merci
- Morgan Rose
- Mothica
- Make Them Suffer
- |Palisades
- Paloma
- Placebo
- Polyphia
- PUP[17]
- Secret Band
- Sevendust
- Social Animals
- Spiritbox
- SPITE
- Sum 41
- Thousand Below
- Tiger Army
- Tilian
- You Me at Six[18]